# Makoto Fukui
Makoto Fukui (福井誠?, Fukui Makoto; Hamada, 28 febbraio 1940 – 18 ottobre 1992) è stato un nuotatore giapponese.

## Biografia
Makoto Fukui ha rappresentato la nazionale giapponese ai Giochi olimpici di Roma 1960 e Tōkyō 1964. Alle olimpiadi di Roma ha gareggiato nei 400 m stile libero, dove ha concluso con un ottavo posto, e nei 4x200 stile libero dove, con i compagni di squadra Hiroshi Ishii, Tsuyoshi Yamanaka e Tatsuo Fujimoto, ha vinto la medaglia d'argento.
Quattro anni più tardi a Tōkyō ha vinto la medaglia di bronzo nei 4x200 stile libero con i compagni di nazionale Kunihiro Iwasaki, Toshio Shōji e Yukiaki Okabe.

## Palmarès
- Giochi Olimpici

Roma 1960: argento nei 4x200 stile libero.
Tōkyō 1964: bronzo nei 4x200 stile libero.